# Tobias Hysén
Glenn Tobias Hysén (født 9. marts 1982 i Göteborg, Sverige) er en svensk fodboldspiller, der spiller som kant eller alternativt offensiv midtbane hos IFK Göteborg. Han har tidligere spillet for blandt andet BK Häcken, Djurgården og engelske Sunderland. Han er søn af den tidligere svenske landsholdsstjerne Glenn Hysén.

## Landshold
Hysén står (pr. april 2018) noteret for 34 kampe og ti scoringer for Sveriges landshold, som han debuterede for i 2005.

## Titler
Svensk mesterskab
- 2005 med Djurgården

Svensk pokalturnering
- 2004 og 2005 med Djurgården
- 2008 med IFK Göteborg